# Lahr (Westerwald)
Lahr is een plaats in de Duitse gemeente Waldbrunn (Westerwald), deelstaat Hessen, en telt 1438 inwoners (2006).